# Echthronomas ochrostoma
Echthronomas ochrostoma är en stekelart som först beskrevs av Holmgren 1860.  Echthronomas ochrostoma ingår i släktet Echthronomas och familjen brokparasitsteklar. Inga underarter finns listade i Catalogue of Life.